# Любомирский, Ежи Себастьян
Ежи (Юрий) Себастьян Любомирский (пол. Jerzy Sebastian Lubomirski 20 января 1616 — 31 декабря 1667, Бреслау) — польский магнат, крупный военный и государственный деятель Речи Посполитой, гетман польный коронный (1657—1664) из княжеского рода Любомирских. Был руководителем мятежа против польской монархии (рокош Любомирского) с целью защиты прав шляхты.

## Происхождение и семья
Ежи Себастьян Любомирский был вторым сыном воеводы краковского и генерального старосты краковского князя Станислава Любомирского (1583—1649) и русской княжны Софии Александровны Острожской (1595—1622).
Ежи Себастьян Любомирский был дважды женат. В 1641 года женился на Констанции Лигензе (1618 — 26.03.1648), дочери Николая Лигензы (ок. 1560—1637) и Софии Лигензы (урожденной Оссолинской) (ок. 1610 — ок. 1643). Дети:
- Станислав Ираклий Любомирский (1640—1702), великий маршал коронный (1676—1702)
- Александр Михаил Любомирский (ум. 1675), староста переяславский
- Иероним Августин Любомирский (1647—1706), великий гетман коронный и каштелян краковский
- Кристина Любомирская (ум. 1699), жена с 1661 года будущего великого гетмана коронного Феликса Казимира Потоцкого (1630—1702).

В 1654 году вторым браком женился на Барбаре Тарло (ок. 1620—1689), дочери Яна Кароля Тарло (ок. 1594—1644) и Марианны Корецкой (ок. 1596—1650), вдове Яна Александра Даниловича (? — 1654). Дети:
- Франтишек Себастьян Любомирский (ум. 1699)
- Ежи Доминик Любомирский (ум. 1727), воевода краковский
- Анна Кристина Любомирская (ум. 1701), 1-й муж с 1672 года великий конюший литовский Франтишек Стефан Сапега (ум. 1688), 2-й муж с 1692 года князь Доминик Николай Радзивилл (1643—1697).

## Биография
С 1647 года Ежи Себастьян Любомирский был генеральным старостой Кракова и надворным коронным маршалом (1649—1650), великим коронным маршалом (1650—1664), с 1657 года польным гетманом коронным и старостой Новы-Сонча и Спиша.
Любомирский был известным польским военачальником эпохи восстания Хмельницкого, Северной войны 1655—1660, Русско-польской войны 1654—1667, а также польских кампаний в Семиградье. В 1655 году он был организатором сопротивления против шведов в южной Польше. В 1657 году отряды во главе с Любомирским отбили нападение семиградского князя Дьёрдя II Ракоци и, в свою очередь, вторглись в его владения, принудив к капитуляции. Вместе с коронным гетманом Станиславом «Ревера» Потоцким Любомирский одержал решительную победу над русско-казацким войском в битве под Чудновом.
Любомирский был яростным поборником «Золотой вольности» и возглавил оппозицию польскому королю Яну II Казимиру и его реформам. В борьбе с королём он пытался заполучить поддержку Австрии и Бранденбурга. По инициативе Любомирского в реформы короля в 1660 и 1661 году проваливались в польском сейме. Из-за союзов с иными державами и общей агитации король обвинил его в измене государству и лишил его всех титулов и постов. Суд приговорил Любомирского заочно к смерти, в то время как тот бежал в силезский Бреслау, находившийся во владениях Габсбургов.
Из Силезии Любомирский навёл контакты с императором Священной Римской империи, бранденбургскими курфюрстами и шведским королём, заключая с ними соглашения против польского короля и его реформ. Себя Любомирский выставлял как защитник Золотой вольности против якобы зарождающегося абсолютизма в Польше. В рамках рокоша ему удалось привлечь часть польской шляхты на свою сторону и парализовать сейм с помощью liberum veto. Ещё во время Русско-польской войны он победил королевскую армию в нескольких битвах, в том числе у Ченстоховы в 1665 году и у Монтв в 1666 году.
Польский король, уставший от военных поражений, был вынужден уступить требованиям повстанцев. Он объявил об отходе от своих реформистских планов по введению принципа vivente rege и этим практически заложил фундамент под свою отставку, последовавшую в 1668 году. Любомирский вышел из конфликта с королём политически сильным, однако конфликт подорвал его здоровье и он умер ещё в Силезии в 1667 году.

## След в культуре
Ежи Любомирский является одним из персонажей исторического романа польского писателя Генрика Сенкевича «Потоп».